# Bambusa microcephala
Bambusa microcephala là một loài thực vật có hoa trong họ Hòa thảo. Loài này được (Pilg.) Holttum mô tả khoa học đầu tiên năm 1967.